# Ист Ороси (Калифорнија)
Ист Ороси (енгл. East Orosi) насељено је место без административног статуса у америчкој савезној држави Калифорнија.

## Демографија
По попису из 2010. године број становника је 495, што је 69 (16,2%) становника више него 2000. године.
| Група             | 2000.       | 2010.       |
| Белци             | 39 (9,2%)   | 25 (5,1%)   |
| Афроамериканци    | 0 (0,0%)    | 0 (0,0%)    |
| Азијати           | 12 (2,8%)   | 2 (0,4%)    |
| Хиспаноамериканци | 369 (86,6%) | 466 (94,1%) |
| Укупно            | 426         | 495         |